# Педро, Тайсон
Та́йсон Пе́дро (англ. Tyson Pedro; род. 17 сентября 1991, Сидней) — австралийский боец смешанного стиля, представитель полутяжёлой весовой категории. Выступал на профессиональном уровне начиная с 2013 года до 2024, известен прежде всего по участию в турнирах бойцовской организации UFC.

## Биография
Тайсон Педро родился 17 сентября 1991 года в Сиднее, Австралия, имеет испанские и самоанские корни. Его отец Джон Педро, известный в стране боец и промоутер, назвал сына в честь прославленного боксёра Майка Тайсона и с юных лет приучал его к единоборствам, в частности в возрасте четырёх лет начал обучать его классическому джиу-джитсу. Позже Тайсон освоил бокс, кэмпо, бразильское джиу-джитсу и в конечном счёте пришёл в ММА.
Приходится шурином другому известному австралийскому бойцу Таи Туивасе, вместе с которым тренируется и ведёт общий подкаст.

### Начало профессиональной карьеры
Дебютировал в смешанных единоборствах на профессиональном уровне в сентябре 2013 года, отправив своего соперника в нокаут уже на 31 секунде первого раунда.
В 2016 году одержал три победы на турнирах Urban Fight Night и Australian Fighting Championship, после чего обратился к Дейне Уайту с просьбой поставить его в кард турнира Ultimate Fighting Championship в Мельбурне. Его просьба была услышана, и в связи с травмой Люка Рокхолда появилась возможность включить его в список участников турнира.

### Ultimate Fighting Championship
Таким образом, Педро впервые выступил в UFC в ноябре 2016 года, встретившись с американцем Халилом Раунтри — с помощью удушающего приёма сзади принудил его к сдаче и тем самым заработал бонус за лучшее выступление вечера.
В 2017 году на турнире UFC в США технически нокаутом выиграл у шотландца Пола Крейга, но затем на турнире в Канаде единогласным решением судей уступил представителю Швеции Илиру Латифи, потерпев тем самым первое в профессиональной карьере поражение.
В 2018 году в поединке с россиянином Сапарбеком Сафаровым успешно применил обратный узел локтя и победил сдачей, однако затем сам вынужден был сдаться в противостоянии с Овинсом Сен-Прё. Одержав в организации три победы и потерпев два поражения, продлил контракт ещё на шесть боёв.
1 декабря 2018 года на турнире UFC Fight Night 142 проиграл ветерану Маурисио Руа нокаутом в 3-м раунде
Вернулся 23 апреля 2022 года и нокаутировал в 1 раунде Исаака Виллануэву
В августе 2022 года на номерном UFC 278 в первом раунде нокаутировал Гарри Хансакера для которого бой с Педро стал последним в UFC
В 2023 году провел два боя - проиграл единогласным решением судей Модестасу Букаускасу на UFC 284 и победил нокаутом в 1-м раунде шведа Антона Туркаля UFC (293)
Последний бой в UFC провел в марте 2024 года проиграв небитому бразильскому проспекту Витору Петрино Сальво по очкам единогласным решением судей
В середине марта ушел из промоушина ввиду завершения карьеры вызванное финансовым состоянием и разлукой с семьей. За время выступления в UFC одержал 6 побед (все 6-ть в первом раунде) и потерпел 5 поражений

## Профессиональный бокс
Дебютирует в Пенрит, Австралия 20 ноября 2024 года против соотечественника опытного джорнимэна Криса Терзиевски (12-1-2, 9 КО)

## Статистика в профессиональном ММА
| Боёв 15  | Побед 10 | Поражений 5 |
| -------- | -------- | ----------- |
| Нокаутом | 5        | 1           |
| Сдачей   | 5        | 1           |
| Решением | 0        | 3           |

| Результат | Рекорд | Соперник           | Способ                 | Турнир                                  | Дата             | Раунд | Время | Место                    | Примечание                    |
| --------- | ------ | ------------------ | ---------------------- | --------------------------------------- | ---------------- | ----- | ----- | ------------------------ | ----------------------------- |
| Поражение | 10–5   | Виктор Петрино     | Единогласное решение   | UFC Fight Night: Розенстрайк vs. Газиев | 2 марта 2024     | 3     | 5:00  | Лас-Вегас, Невада, США   | Объявил о завершении карьеры. |
| Победа    | 10–4   | Антон Туркаль      | KO (удары)             | UFC 293                                 | 10 сентября 2023 | 1     | 2:12  | Сидней, Австралия        |                               |
| Поражение | 9–4    | Модестас Букаускас | Единогласное решение   | UFC 284                                 | 12 февраля 2023  | 3     | 5:00  | Перт, Австралия          |                               |
| Победа    | 9–3    | Гарри Хансакер     | TKO (удары)            | UFC 278                                 | 20 августа 2022  | 1     | 1:05  | Солт-Лейк-Сити, Юта, США |                               |
| Победа    | 8–3    | Айк Вильянуэва     | KO (удары)             | UFC Fight Night: Лемус vs. Андради      | 23 апреля 2022   | 1     | 4:55  | Лас-Вегас, Невада, США   |                               |
| Поражение | 7-3    | Маурисиу Руа       | TKO (удары руками)     | UFC Fight Night: dos Santos vs. Tuivasa | 2 декабря 2018   | 3     | 0:43  | Аделаида, Австралия      |                               |
| Поражение | 7-2    | Овинс Сен-Прё      | Сдача (рычаг локтя)    | UFC Fight Night: Cowboy vs. Edwards     | 23 июня 2018     | 1     | 2:54  | Каланг, Сингапур         |                               |
| Победа    | 7-1    | Сапарбек Сафаров   | Сдача (кимура)         | UFC 221                                 | 10 февраля 2018  | 1     | 3:54  | Перт, Австралия          |                               |
| Поражение | 6-1    | Илир Латифи        | Единогласное решение   | UFC 215                                 | 9 сентября 2017  | 3     | 5:00  | Эдмонтон, Канада         |                               |
| Победа    | 6-0    | Пол Крейг          | TKO (удары локтями)    | UFC 209                                 | 4 марта 2017     | 1     | 4:10  | Лас-Вегас, США           |                               |
| Победа    | 5-0    | Халил Раунтри      | Сдача (удушение сзади) | UFC Fight Night: Whittaker vs. Brunson  | 27 ноября 2016   | 1     | 4:07  | Мельбурн, Австралия      | Выступление вечера.           |
| Победа    | 4-0    | Стивен Уорби       | Сдача (удушение сзади) | AFC 17                                  | 15 октября 2016  | 1     | 3:05  | Мельбурн, Австралия      |                               |
| Победа    | 3-0    | Дон Эндерман       | Сдача (удушение сзади) | AFC 16: Sosoli vs. Tuivasa              | 18 июня 2016     | 1     | 2:27  | Мельбурн, Австралия      |                               |
| Победа    | 2-0    | Майкл Фицджеральд  | Сдача (гильотина)      | Urban Fight Night 6: Make or Break      | 12 марта 2016    | 1     | 2:20  | Ливерпуль, Австралия     |                               |
| Победа    | 1-0    | Чарли Нгахеу       | KO (удар рукой)        | Eternal MMA 3: Friday Night Fights      | 23 сентября 2013 | 1     | 0:31  | Кулангатта, Австралия    |                               |